# Beschermingsbewind
Beschermingsbewind is een juridische maatregel die een rechter kan uitspreken ten behoeve van een meerderjarige die naar objectieve maatstaven niet in staat is zijn of haar belangen van vermogensrechtelijke aard zelf kundig te behartigen. Redenen kunnen zijn de lichamelijke en/of geestelijke toestand, of het door verslaving of andere omstandigheden ophopen van schulden die niet kunnen of niet worden voldaan. Het is een rechtsfiguur die binnen het rechtsgebied bewind valt. Het verzoek om een beschermingsbewind in te stellen kan worden gedaan door bepaalde in de wet genoemde personen. Is een beschermingsbewind uitgesproken, mag de rechthebbende alleen over het eigen vermogen beschikken na toestemming van de bewindvoerder. De maatregel wordt in de praktijk ook wel onderbewindstelling genoemd en is indirect bedoeld ter bescherming van de persoon in kwestie, dat zijn of haar vermogen zoveel mogelijk in stand blijft, en ter bescherming van schuldeisers, dat hun vorderingen worden voldaan.
In België heeft een rechter bij het beschermingsbewind de keus uit verschillende mogelijkheden. De vrederechter bekijkt of het nodig is een bewind in te stellen over één of meer van de goederen van de meerderjarige zonder de persoon onder bewind te stellen; of het nodig is een persoon onder bewind te stellen, of allebei. In Nederland zijn dat verschillende regelingen, bij het beschermingsbewind kunnen alleen goederen onder bewind worden gesteld, geen personen.
De rechter benoemt een derde als bewindvoerder die bevoegd is de financiële huishouding op een verstandige manier te voeren in het belang van de rechthebbende. De wettelijke taak van de bewindvoerder is nadrukkelijk beperkt tot beheer van het onder bewind gestelde vermogen. Een bewindvoerder heeft de wettelijke verplichting zo snel mogelijk een boedelbeschrijving op te stellen van hetgeen onder bewind is gesteld, met waardebepaling van de afzonderlijke goederen en rechten en er moet jaarlijks rekening en verantwoording over de werkzaamheden worden afgelegd aan de rechter.
Het recht van bekwame personen om in vrijheid en zelfstandig over het eigen vermogen te beschikken is een Europees grondrecht (artikel 1 Eerste protocol EVRM) dat alleen door nationale wetgeving in het algemeen belang kan worden ingeperkt. Bescherming van onbekwame personen tegen ondeskundige omgang met het eigen vermogen wordt in België en Nederland als van openbare orde gezien, evenals bescherming van schuldeisers tegen dergelijk gedrag van onbekwame en bekwame personen. Nationale wetgeving die grondrechten inperkt moet proportioneel zijn en zo terughoudend als mogelijk. Toepassing van de regels in een individuele situatie door de rechter en uitvoer van het bewind door de bewindvoerder eveneens. 

## Situatie in Nederland
In Nederland zijn er twee soorten van beschermingsbewind: de onderbewindstelling ter bescherming van meerderjarigen in te stellen door de rechter, kortweg onderbewindstelling, wettelijk geregeld in Titel 19 van Boek 1 van het Burgerlijk Wetboek (art. 1:431 e.v.) en het testamentair bewind in het belang van een rechthebbende, in te stellen door een persoon bij uiterste wilsbeschikking  over na te laten vermogen, kortweg testamentair beschermingsbewind, wettelijk geregeld in Titel 5 van Boek 4 van het Burgerlijk Wetboek (art. 4:153 e.v.). Daarnaast bestaan er enige andere bewindsvormen met het karakter de rechthebbende of schuldeisers te beschermen en twee testamentair bewindsvormen zonder beschermend karakter. Het Nederlands recht kent geen algemene regeling voor bewind, deze was wel in voorbereiding bij het ontwerp nieuw Burgerlijk Wetboek van Boek 3, als Titel 6 "Bewind", maar de ontwerptitel is in z'n geheel ingetrokken, de wetsartikelen zijn nog wel gereserveerd. Een deel is verplaatst naar Boek 4 BW, het erfrecht.

### Beschermingsbewind meerderjarigen, ingesteld door de rechter (Boek 1 BW)
Indien een meerderjarige tijdelijk of duurzaam niet in staat is ten volle zijn vermogensrechtelijke belangen behoorlijk waar te nemen, als gevolg van zijn lichamelijke of geestelijke toestand, dan wel verkwisting of het hebben van problematische schulden, kan de kantonrechter een bewind instellen over één of meer van de goederen (zoals tastbare goederen en banktegoeden) die hem als rechthebbende toebehoren of zullen toebehoren (art.1:431 BW). Het kan ook om goederen gaan die tot een gemeenschap uit huwelijk of geregistreerd partnerschap van de betreffende persoon horen. De persoon zelf wordt niet onder bewind gesteld, is dus geen onderbewindgestelde, maar rechthebbende, de bewindvoerder mag zich niet in de persoonlijke sfeer inmengen. Het verzoek een bewind in te stellen kan door een groep in de wet genoemde personen worden gedaan, waaronder de meerderjarige personen voor zichzelf. Als iemand verwacht in een situatie terecht te komen dat er te veel schulden zijn om alles zelf goed te kunnen regelen, kan er zelf een verzoek worden gedaan. Is door de rechter een bewind ingesteld, wordt daarbij een persoon benoemd die de maatregel gaat uitvoeren, de bewindvoerder.
Een bewindvoerder is een natuurlijk persoon of een rechtspersoon. Los daarvan worden onderscheiden de professionele en de niet-professionele bewindvoerder. Voor de bewindvoerder met meer dan drie cliënten gelden sinds 2014 speciale kwaliteitseisen en beloningsregels, tevens is de Wet op het Financieel Toezicht van toepassing. Beoordeling of door de professionele bewindvoerder wordt voldaan aan de kwaliteitseisen doet het Landelijk Kwaliteitsbureau CBM (LKB) bij de rechtbank Oost-Brabant. Het toezicht in individuele dossiers ligt bij de Kantonrechter, dat gebeurt sinds 2020 merendeels digitaal.
De rechter volgt bij de benoeming van de bewindvoerder de uitdrukkelijke voorkeur van de rechthebbende op het onder bewind gestelde vermogen, tenzij gegronde redenen zich daartegen verzetten. Bij voorkeur de eventuele levensgezel van de betrokkene, of indien deze er niet is een van de ouders, broers of zusters of kinderen.
Het Landelijk Overleg Vakinhoud Civiel en Kanton (LOVCK) en nadien het Landelijk Overleg Vakinhoud Toezicht (LOVT) hebben aanbevelingen opgesteld met betrekking tot het instellen en uitvoeren van het meerderjarigenbewind.
Jaarlijks legt de bewindvoerder rekening en verantwoording af aan de kantonrechter over de verrichte werkzaamheden en de stand van het vermogen, zo mogelijk met akkoord van de betrokkene. Daarbij moet niet alleen de financiële administratie worden overgelegd, maar moet ook inzichtelijk worden gemaakt welke werkzaamheden zijn verricht en waarom.
In 2022 was de financiële huishouding van ruim 250.000 personen in Nederland onder bewind gesteld.

#### Overlijden rechthebbende
Met het overlijden van rechthebbende is het bewind over de goederen van rechtswege opgeheven en de taak van de bewindvoerder geëindigd. Door erfopvolging zijn de goederen die onder bewind waren gesteld bij overlijden van rechtswege direct in andere handen overgegaan, waarmee de reden voor het bewind is vervallen. De bewindvoerder dient het overlijden direct te melden aan de kantonrechter en er moet uitgezocht worden wie erfgenamen zijn, in dat kader moet bij het Centraal Testamentenregister worden nagegaan of een testament is opgesteld. Binnen vier maanden na overlijden moet de bewindvoerder aan de erfgenamen eindrekening en verantwoording afleggen over de periode waarover nog geen rekening en verantwoording is afgelegd. De eindrekening dient, voorzien van akkoordverklaringen van de erfgenamen, aan de kantonrechter te worden gestuurd. De bewindvoerder heeft na overlijden verder geen taken of bevoegdheden meer, alle rechten en plichten gaan volgens het erfrecht over op de erfgenamen, zij moeten dus zorgdragen voor  betalen van rekeningen, opruimen van de woning of opzeggen van de huur. Het is aan de nabestaanden om de uitvaart te regelen (Wet op de lijkbezorging), dat is een bredere kring dan de erfgenamen. Is er een testament, kan door de overleden rechthebbende (erflater) een executeur zijn aangesteld en/of een testamentair bewind over goederen van de nalatenschap zijn ingesteld. De executeur / testamentair bewindvoerder voert dan namens of met de erfgenamen het beheer. Is er een beheersexecuteur moet de bewindvoerder de eindrekening en -verantwoording aan de executeur afleggen. Zijn er geen erfgenamen, moet de boedel als vermoedelijk onbeheerde nalatenschap bij het Rijksvastgoedbedrijf worden gemeld.

#### Bewind bij de Wet schuldsanering (Wsnp-bewind)
De rechter kan ook een bewind instellen met een bewindvoerder die ten dienste staat van de belangen van de schuldeisers, het Wsnp-bewind, voor mensen met problematische schulden die te goeder trouw zijn ontstaan. Gemeenten kunnen daartoe een verzoek doen als een betrokkene voor schuldhulpverlening bij de gemeente terechtkomt.

#### Verschil met mentorschap en curatele
Beschermingsbewind is een juridische maatregel die kan worden ingesteld wanneer een persoon niet goed in staat is de eigen financiële belangen te behartigen. Mentorschap is een maatregel die door de rechter kan worden ingesteld voor het behartigen van niet-vermogensrechtelijke belangen. Een van beide of beide kunnen van toepassing zijn. De maatregel van curatele gaat verder dan de combinatie van de twee, daar wordt de belanghebbende juridisch handelingsonbekwaam en mag zelf geen rechtshandelingen meer verrichten, dat mag alleen de curator. Er kan dan ook geen testament worden opgemaakt of gewijzigd, ook niet door de curator.

#### Geschiedenis
De Wet wijziging curatele, beschermingsbewind en mentorschap is op 1 januari 2014 in werking getreden. Verkwisting als curatelegrond is verdwenen en als grond voor beschermingsbewind toegevoegd. Ook zijn problematische schulden als grond voor beschermingsbewind toegevoegd (schuldenbewind). Net als geldt voor curatele, worden ook mensen van wie het vermogen  onder een schuldenbewind wordt gesteld, toegevoegd aan een openbaar register waarin rechtsfeiten worden aangetekend die betrekking hebben op onderbewindstelling.

### Kwaliteitseisen beroepsmatig bewindvoerder
Sinds 2004 bestaan er regels voor het mogen uitvoeren van een beschermingsbewind, deze liggen op de gebieden integriteit, opleiding, scholing en begeleiding. De eisen zijn vastgehouden in het Besluit kwaliteitseisen curatoren, beschermingsbewindvoerders en mentoren, de regels die daar gelden zijn mede van overeenkomstige toepassing verklaard op de beschermingsbewindvoerder. Op grond van de regels voor het financieel toezicht dienen (rechts)personen die bewindvoering als zakelijke dienstverlening aanbieden,ook te voldoen aan de regels van de Wet op het financiële toezicht en een vergunning hebben van de Autoriteit Financiële Markten.

### Bewind vermogen minderjarige kinderen
Bij minderjarige kinderen voeren in de regel de ouders gezamenlijk het bewind over het vermogen van het kind en vertegenwoordigen zij gezamenlijk het kind in burgerlijke handelingen, een ouder kan alleen handelen als de ander geen bezwaar heeft, art. 1:253i BW. Scheiden de ouders kunnen beide bewindvoerder blijven maar ook kan de bewindvoering naar een van hen gaan, in beginsel de ouder die het gezag uitoefent, maar op verzoek kan de kantonrechter de ouder aanwijzen die niet het gezag uitoefent, art. 1:253i BW. Voor minderjarige kinderen waar een voogd is benoemd, kan de voogd bewindvoerder worden, art. 1:337 e.v. BW.

### Zelf ingesteld beschermingsbewind (volmacht)
In 2010 is in Nederland vanuit het notariaat het zogenaamde levenstestament geïntroduceerd. Dat is een document waarin iemand vastlegt wat de wensen zijn voor de situatie dat diegene door ziekte, gebrek, ongeval of ouderdom tijdelijk of langdurig niet in staat is zelf financieel beheer te voeren of beslissingen te nemen. Voor een levenstestament bestaan geen wettelijke regels. Het document kan volmachten inhouden, regels voor toezicht en  overleg over te nemen besluiten, opdrachten, aanwijzingen en wensen voor zorgverlening, woonsituatie, stervensbegeleiding etc. Daarbij kan alles naar eigen inzicht en ideeën worden opgeschreven en geregeld door degeen die de verklaring formuleert, mits uitvoer ervan niet tegen wettelijke regels in gaat. Men is niet gebonden aan een modelregeling van de notaris, estate planner of executeur. Deze zijn door de betreffende beroepsgroepen opgesteld, mede vanuit het belang een of meerdere betaalde rollen toebedeeld te krijgen bij advisering, uitvoer of toezicht. Deze modellen bevatten daarom in de regel geen bepalingen voor effectief toezicht of een redelijk te achten beloning van de uitvoerders. De wettelijke regeling voor de professioneel beschermingsbewindvoerder is niet van toepassing. 
Vanuit de juridische wetenschap bestaat kritiek op deze door de notaris in elkaar geknutselde  constructie omdat de rechtsfiguur volmacht niet is geschreven voor de situatie dat de volmachtgever zelf geen toezicht kan uitoefenen. Er bestaat daarom geen wettelijk kader waarbij plaatsvervangend toezicht is geregeld en de modellenmakers van levenstestamenten bouwen het toezicht niet standaard in. Dat opent de deur voor misbruik of oneigenlijk gebruik.

### Testamentair beschermingsbewind
Een ander soort beschermingsbewind is het testamentair beschermingsbewind, dat niet bij rechterlijke maatregel wordt ingesteld maar door een persoon bij uiterste wilsbeschikking (testament), over na te laten vermogen. Dit gaat pas in werking na overlijden, het is geregeld in het Nederlands erfrecht, art.4:153 e.v. BW, de wettelijke term is "testamentair bewind in het belang van de rechthebbende". Hierbij worden eveneens vermogen, goederen en/of zaken die zijn nagelaten aan een persoon onder bewind gesteld. De rechthebbende blijft handelingsbekwaam maar mag de goederen waarop het bewind rust alleen met toestemming van de bewindvoerder beheren of er zelfstandig over beschikken in verbintenisrechtelijke en goederenrechtelijke zin. De rechthebbende heeft geen toestemming nodig als het gaat om gewoon onderhoud van goederen die hij in gebruik heeft of handelingen die niet kunnen worden uitgesteld (art. 4:166 BW). Een testamentair beschermingsbewind kan worden ingesteld naast een Boek 1 BW bewind.
In het testament kunnen nadere regels en aanwijzingen worden gegeven voor de bewindvoerder (art. 4:171 BW) maar deze mogen een rechthebbende niet verder belemmeren in de uitoefening van zijn (eigendoms-)rechten dan de wet doet en ze mogen niet in strijd zijn met de openbare orde, de goede zeden of dwingend recht (artt. 4:4 en 44 BW). De bevoegdheden moeten verder binnen het kader van de ingestelde bewindsvorm blijven, anders zijn ze niet rechtsgeldig.
Het instellen van het testamentair bewind brengt van rechtswege mee dat er een uitvoerder van het bewind moet zijn. Als bij testament een bewind is ingesteld maar geen bewindvoerder aangewezen, kan deze daarom ook na overlijden door de kantonrechter worden benoemd (art. 4:157, lid 1 BW).
Het testamentair beschermingsbewind zorgt er voor dat schuldeisers worden beperkt in hun verhaalsmogelijkheid op de onder bewind gestelde goederen (art. 4:175 BW). Het wordt meestal ingesteld als een erflater verwacht dat de rechthebbende zelf niet goed in staat is de nagelaten goederen verstandig te beheren, vanwege minderjarigheid, de lichamelijke of geestelijke staat, of verslavingsgedrag.
Een bewindvoerder hoeft de functie niet te aanvaarden, er moet dan door een belanghebbende, dan wel de executeur, bij de rechter om benoeming van een andere bewindvoerder worden gevraagd (art. 4:157 BW). Het bewindvoerderschap gaat een dag na aanvaarding of benoeming door de kantonrechter, in. Als beloning ziet de wet een standaardvergoeding per jaar van 1% van de waarde van het onder bewind gestelde vermogen aan het einde van dat jaar, bij testament kan een andere vergoeding worden toegekend (4:159 lid 1 BW). Bij een vergoeding op basis van daadwerkelijke bestede tijd is een gebruikelijke clausule: "de bewindvoerder verdeelt de werkzaamheden zodanig over zichzelf, zijn kantoorgenoten en administratief medewerkers dat de werkzaamheden tegen het laagst mogelijke uurtarief worden verricht."
De testamentair bewindvoerder moet er mee beginnen een beschrijving van het vermogen te maken dat onder bewind staat met waardebepaling van de afzonderlijke goederen en rechten, verder is de wettelijke opgave het vermogen te beheren (art.4:161 lid1 BW). De bewindvoerder mag naast beheershandelingen ook beschikkingshandelingen verrichten als dat nodig is voor de voldoening van schulden, bijvoorbeeld verkoop van een woning als er onvoldoende liquide middelen zijn of als het nodig is voor een zorgvuldig beheer van het vermogen, bijvoorbeeld verkoop van aandelen bij sterk dalende koersen. Omdat de rechthebbende handelingsbekwaam is mag de bewindvoerder andere beschikkingshandelingen niet zonder haar/zijn toestemming verrichten, behoudens enkele bij wet genoemde uitzonderingen (art. 4:169 BW). De bewindvoerder moet regelmatig, in ieder geval jaarlijks, rekening en verantwoording afleggen, daarbij moet voldoende inzichtelijk worden gemaakt welke werkzaamheden zijn verricht en waarom (art. 4:160, 4:161 BW). Is een rechthebbende het om objectiveerbare redenen niet eens met de manier van werken, kan dit aan de kantonrechter worden voorgelegd met het verzoek de bewindvoerder te ontslaan. Wordt door de rechter onzorgvuldig handelen vastgesteld kan dat aansprakelijkheid opleveren van de bewindvoerder tegenover de rechthebbende. 
De bewindvoerder vertegenwoordigt de rechthebbende in rechtszaken over de onder bewind staande goederen (art.4:173 BW), er bestaat geen vertegenswoordigingsbevoegdheid buiten rechte. Als onder bewind staande goederen deel uitmaken van een onverdeelde gemeenschap, heeft de bewindvoerder de wettelijke bevoegdheid zelfstandig verdeling van de nalatenschap te vorderen bij de rechter (art. 4: 170 BW), er bestaat geen algemene wettelijke bevoegdheid voor een bewindvoerder die binnen een testamentair beschermingsbewind dienst doet om zelfstandig te verdelen. Er kunnen zich wel situaties voordoen waar deze bevoegdheid bij een minderjarige rechthebbende zal kunnen worden uitgeoefend wanneer dat in het testament uitdrukkelijk is bepaald. In overige gevallen is voor beschikkingshandelingen in de verdeling toestemming van de rechthebbende nodig of van de kantonrechter. Voor het uitvoeren van bepaalde opgaven is een notariële akte nodig als bewijs tegenover derden; de verklaring van bewind.
De rechthebbende is aansprakelijk voor het werk dat de bewindvoerder bevoegdelijk uitvoert. Een bewindvoerder moet de taken uitvoeren volgens de rechtsnorm "zorg van een goed bewindvoerder", schiet hij daarin toerekenbaar te kort, is hij door rechthebbende aansprakelijk te houden uit onrechtmatige daad voor eventuele daaruit voortvloeiende schade (art. 4:163 BW). Dat geldt ook als de bewindvoerder de rechthebbende liet tekenen voor akkoord voor een bepaalde rechtshandeling. Gedragsregels voor het notariaat verbieden de  notaris een akte op te maken betreffende  rechtshandelingen die een onrechtmatige daad kunnen opleveren. Zo wordt een rechthebbende beschermd tegen het uitvoeren van beschikkingshandelingen door een bewindvoerder die niet aan het zorgvuldigheidsbeginsel voldoen.
De bevoegdheden van de bewindvoerder eindigen zoals bij testament bepaald, als de noodzaak voor de bewindvoering niet meer bestaat, of op vordering van rechthebbende wanneer vijf jaar zijn verstreken na overlijden.
Voor de testamentair bewindvoerder gelden geen kwaliteitsregels, zoals bij de bewindvoerder van boek 1 BW en het is geen beschermd beroep.  Erfgenamen hebben daarom geen eenvoudige mogelijkheid op te komen tegen een bewindvoerder die zijn bevoegdheden te buiten gaat of zich onbetamelijk gedraagt. Wanneer iemand uit een gereglementeerde beroepsgroep werkzaam is als bewindvoerder, zoals een registeraccountant, notaris of advocaat, is de persoon aan gedragsregels gebonden die voor de beroepsgroep gelden. Wordt testamentaire bewindvoering als professionele dienstverlening aangeboden, zal dat veelal individueel vermogensbeheer omvatten, in zoverre gelden de regels van de Wet op het financieel toezicht met eisen voor vakbekwaamheid en een vergunningplicht.

### Testamentair conflictbewind en bewind in gemeenschappelijk belang
Naast het testamentair beschermingsbewind bestaan nog twee andere vormen van testamentair bewind: het gemeenschappelijk-belang bewind, dat ertoe dient in het gezamenlijk belang van meerdere rechthebbenden de erfgemeenschap te beheren en het conflictbewind, bedoeld om onenigheid tussen rechthebbende(n) en anderen te beteugelen. Deze beide bewindsvormen worden ook niet door de rechter ingesteld maar door erflater, bij uiterste wilsbeschikking, over na te laten goederen. Ze zijn een vreemde eend in de bijt omdat deze bewindsvormen kunnen worden ingesteld over vermogen waartoe bekwame meerderjarigen gerechtigd zijn, wat strijdig is met een van de basisbeginselen van het goederenrecht: eigendom is de meest vergaande bevoegdheid die men aan een goed kan hebben, deze kan contractueel niet worden ingeperkt.

#### Testamentair afwikkelingsbewind
Een bijzondere vorm van testamentair bewind in een gemeenschappelijk belang is het afwikkelingsbewind, dit kan door erflater worden ingesteld over na te laten vermogen in het gezamenlijk belang van de erfgenamen voor de duur van de afwikkeling van de nalatenschap. Een testamentair bewindvoerder over een gemeenschap van goederen, wat een erfenis met meerdere erfgenamen is, heeft twee bijzondere wettelijke bevoegdheden om de volledige afwikkeling en verdeling van een nalatenschap te bewerkstelligen wanneer niet van alle erfgenamen de voor bepaalde beslissingen vereiste toestemming en medewerking kan worden verkregen. De bewindvoerder mag in die situatie de kantonrechter om een plaatsvervangende machtiging vragen (art. 4:169 lid 3 BW) en mag een vordering tot verdeling bij de rechtbank instellen (art. 4:170 lid 1 BW). Zo kan de bewindvoerder zelfstandig, eventueel ook tegen de wil van een of meerdere erfgenamen, de verdeling zelfstandig bewerkstelligen, maar beslissingen hierover mag de bewindvoerder niet nemen, deze legde de wetgever in de hand van de rechter, in een met waarborgen omklede wettelijke procedure. Het begrip komt niet voor in de wet maar is bedacht binnen het notariaat.
De erfgenamen blijven naast de afwikkelingsbewindvoerder bevoegd tot het verrichten van alle rechtshandelingen, met behoud van het bewind. Ook blijven ze afzonderlijk of gezamenlijk bevoegd tot handelingen die binnen het normale onderhoud of behoud vallen of handelingen die geen uitstel kunnen lijden (art. 4:166 BW en art. 3:170 lid 2 BW), voor andere handelingen hebben ze toestemming van de bewindvoerder nodig. Omgekeerd heeft de bewindvoerder voor alle beslissingen die buiten het beheer van de nalatenschap vallen, toestemming van alle erfgenamen nodig.
Bij testament kunnen nadere regels voor de bevoegdheden van de bewindvoerder worden gegeven (art. 4:171 BW) maar dat is geen zelfstandige uiterste wilsbeschikking en de eigendomsrechten van erfgenamen kunnen met deze bepalingen daarom niet verder worden ingeperkt dan de wettelijke regeling voor het testamentair bewind in een gemeenschappelijk belang doet. Dit ligt in lijn met vaste jurisprudentie van het Europees Gerechtshof omtrent het grondrecht van eigendom. Er wordt wel vanuit gegaan dat een bewindvoerder bij testament de bevoegdheid kan worden gegeven een erfenis zelfstandig af te wikkelen en te verdelen. In Nederland bestond deze mogelijkheid tot 2003 maar sinds de invoer van het huidige erfrecht is deze mogelijkheden vervallen, wat onder erfrechtsgeleerden onbestreden is. Op grond van de wet en de rechtspraak kan een bewindvoerder dus niet rechtsgeldig de bevoegdheid worden gegeven goederen te verkopen zonder toestemming van rechthebbende als dat niet past binnen het beheer, een testamentaire bepaling met deze strekking komt geen erfrechtelijke werking toe. Een geldige testamentaire bepaling is bijvoorbeeld dat rechthebbende vanaf het 14e levensjaar maandelijks een bepaald bedrag krijgt dat naar eigen wens mag worden uitgegeven, een ongeldige bepaling is dat de bewindvoerder zelfstandig over alle eigendommen van een wilsbekwame meerderjarige rechthebbende mag beschikken.
De wet en de rechtspraak bieden geen specifieke regels ter bescherming van erfgenamen wanneer door een testamentair bewindvoerder gebruik wordt gemaakt van andere dan de wettelijke bevoegdheden. Er kan een beroep worden gedaan op de nietigheid van de betreffende bepalingen, zo nodig bij de rechter een verklaring van recht worden gevraagd.

#### Strijd met ongestoord genot van eigendom erfgenamen
Het recht van bekwame personen om in vrijheid en zelfstandig over het eigen vermogen te beschikken is een Europees grondrecht (artikel 1 Eerste protocol EVRM) dat alleen door nationale wetgeving in het algemeen belang kan worden ingeperkt. Een testamentair bewind over goederen met als doel tot een goede afwikkeling te komen, waar de rechthebbenden bij openvallen van de nalatenschap louter bekwame meerderjarige personen zijn, is daar in beginsel mee in strijd te achten. De Belgische beroepsrechter bepaalde in dat kader in 2022, over een bij testament ingesteld bewind met een bekwame meerderjarige rechthebbende, dat dit mogelijk als extralegaal moet worden beschouwd omdat het voert tot een verboden contractuele handelingsonbekwaamheid.

### Minderjarigen
Bij minderjarigen is vermogensbeheer onderdeel van de gezagstaak van ouders en voogden wat betekent dat zij de minderjarige in de verhouding tot de testamentair bewindvoerder vertegenwoordigen. De bewindvoerder heeft dus toestemming nodig van ouder of voogd van de rechthebbende en moet aan hen rekening en verantwoording afleggen. Een erflater kan bij testament ook een ander dan een ouder aanwijzen die volgens de regels van voogdij in Boek 1 BW bewind voert over het aan de minderjarige nagelaten vermogen. Dit kan in het belang van de minderjarige zijn, maar het kan ook zijn dat een gescheiden ouder niet wenst dat de andere ouder beheer over het erfdeel zal voeren. De regelgeving van testamentair bewind in Boek 1 BW is bij de invoering van het huidige erfrecht in 2003 onaangepast gebleven, waardoor beide bewindsvormen tegenstrijdigheden vertonen en niet goed meer op elkaar zijn afgestemd. Zonder goede kennis van de erfrechtsliteratuur is moeilijk te bepalen welke regels toepasselijk zijn op het bewind.
Vanuit de erfrechtliteratuur is gefundeerde kritiek geleverd op het nagenoeg ontbreken van toezicht op vermogensbeheer van minderjarigen door derden, met uitgewerkte voorstellen voor verbetering. In opdracht van de overheid is daarover in 2016 een onderzoeksrapport opgesteld en in 2018 is een wetsvoorstel aangekondigd.

#### Testamentair Boek 1 Bewind Minderjarigen
In Boek 1 van het Burgerlijk Wetboek is nog een mogelijkheid opgenomen om bij testament en bij schenking een bewind in te stellen over goederen die aan een minderjarige zijn geschonken of vermaakt (art. 1:253i lid 4 onder c, lid 5 en 6 BW alsmede art. 1:337 lid 3 BW). Bij de gift dan wel de uiterste wil wordt dan bepaald dat een ander het bewind over die goederen zal voeren dan de ouder of voogd, ouder of voogd houden wel hun gezagsrecht. Deze bewindvoerder moet rekening en verantwoording aan de ouder(s) of voogd afleggen (art. 1:253i lid 5 BW). Vervalt het door de schenker of erflater ingestelde bewind, dan zijn de gewone regels van het ouderlijk bewind weer van toepassing (art. 1:253i lid 6 BW).

## Situatie in België

### Meerderjarigenbewind
In België is het instellen van een voorlopig bewind sinds 2014 geregeld, in het Burgerlijk Wetboek, Titel XI (Meerderjarigheid, voorlopig bewind, onbekwaamverklaringen en bijstand van een gerechtelijk raadsman), Hoofdstuk I bis, Voorlopig bewind over de goederen van een meerderjarige (Artikel 488bis). De eerste zin van dat artikel luidt
De meerderjarige die, geheel of gedeeltelijk, zij het tijdelijk, wegens zijn gezondheidstoestand, niet in staat is zijn goederen te beheren, kan met het oog op de bescherming ervan, een voorlopige bewindvoerder toegevoegd worden, als hem nog geen wettelijke vertegenwoordiger werd toegevoegd.
Voor het opleggen van een bewind is de tussenkomst van de rechter nodig. De vrederechter zal een (of meerdere) bewindvoerders aanstellen die de beschermde persoon zal bijstaan of vertegenwoordigen.
De vrederechter zal rekening houden met wat de beschermde persoon zelf nog kan. Er kan bescherming voor de persoon worden ingesteld, voor de goederen of allebei. Verder bepaalt de rechter of er naast bijstand ook vertegenwoordiging nodig is van de beschermde persoon. De vrederechter moet voor een aantal handelingen ook uitdrukkelijk aangeven of de beschermde persoon er bekwaam of onbekwaam toe is.
Er wordt voorkeur gegeven aan de aanstelling van een persoon uit de directe omgeving van de te beschermen persoon. De beschermde persoon kan bij wilsbekwaamheid bepaalde voorkeuren geven over wie de bewindvoerder precies moet zijn. Dat kan via de verklaring van voorkeur.

### Testamentaire bewindsclausule
De testamentaire bewindsclausule wordt in de Belgische notariële praktijk gebruikt als instrument om bij overlijden na een scheiding de ex-echtgenoot geen controle te laten krijgen over het aan een kind uit dat huwelijk nagelaten vermogen. Hierbij wordt het beheer van de erfgoederen in handen gelegd van een derde tot aan de meerderjarigheid van het kind. Bij meerderjarigheid wordt ook vaak gebruik gemaakt van de clausule om verkwisting en wanbeheer door onervarenheid te vermijden, tot de leeftijd van 27 jaar. In de rechtsleer en rechtspraak rees de vraag of een dergelijke bewindsclausule geldig kon worden toegepast voor beide situaties. Het Hof van Beroep van Antwerpen gaf in 2022 op beide vragen een negatief antwoord. Het ouderlijk beheersrecht is wezenlijk onderdeel van het ouderlijk gezag en dient steeds toe te komen aan de ouders, het wordt in strijd geacht met de openbare orde wanneer dit wordt overgeheveld naar een andere persoon.
Een testamentair meerderjarigenbewind komt neer op een onwettelijke handelingsonbekwaamheid, hetgeen niet is toegestaan omdat enkel de wetgever kan beslissen wanneer een meerderjarige handelingsonbekwaam is om over bepaalde goederen te beschikken, aldus de rechter. Een bewindsclausule kan niet op rechtsgeldige wijze het beheer onttrekken van de meerderjarige erfgenaam op de geërfde goederen. De testamentaire last werd door de rechter voor niet geschreven gehouden.